# Dynoides brevicornis
Dynoides brevicornis är en kräftdjursart som beskrevs av Oleg Grigor'evich Kussakin och Malyutina 1987. Dynoides brevicornis ingår i släktet Dynoides och familjen klotkräftor. Inga underarter finns listade i Catalogue of Life.